# Взрыв на шахте имени Карла Маркса
Взрыв на шахте имени Карла Маркса — одна из крупнейших аварий на угольных шахтах в Украине, произошедшая 8 июня 2008 года в результате взрыва газовой трубы на глубине приблизительно 533 метра.

## Авария
Приблизительно в 5 утра 8 июня 2008 года на шахте имени Карла Маркса в посёлке Карло-Марксово / Софиевка, входящего в состав Енакиевского городского совета на глубине приблизительно 533 метра произошел внезапный подземный взрыв, что вызвало обвал шахты. Из-за силы взрыва огонь вырвался на поверхность шахты и уничтожил здание над шахтным стволом. В тот момент на шахте работали 42 шахтера, 37 из которых оказались заперты на глубине 1006 метров. Ещё 5 горняков, работавших над стволом шахты, пострадали, получив ожоги и ранения.
Взрыв привел к повреждению оборудования в двух стволах, нарушению телефонной связи, разрушению копра и высоковольтных кабельных проводов, проводившие электроэнергию в шахту. Были повреждены воздушные и водоотливные трубопроводы, выведены из строя четыре центральных водоотливных комплекса, а также произошел обвал горных пород. В результате взрыва 30 метров шахты были затоплены водой.

## Спасательная операция
Спасатели были отправлены в шахту через вентиляционные стволы, так как главные стволы были завалены из-за взрыва. Два шахтера были спасены через некоторое время после взрыва, одно тело было найдено в завалах.
9 июня было объявлено, что ещё 23 шахтёра, ожидавших спасения более 30 часов, были спасены, в то время как ещё 13 оставались под землей.
10 июня источники сообщили, что шансы на спасение 13 шахтёров малы, поскольку 9 из них находились в клети, когда произошел взрыв, обрушивший её вниз. Ещё четыре шахтёра находились на глубине 1000 метров, где концентрация метана после взрыва достигла опасных значений, что препятствовало спасению.

### Результаты спасательной операции
В результате операции из 37 шахтеров находящийся в шахте 23 удалось спасти, а 13 погибли в шахте, из-за невозможности их спасения. Тело ещё одного было найдено под завалами.

## Причины аварии
По информации официальных источников, обвал шахты, вероятнее всего, был вызван взрывом газового трубопровода.
Несмотря на это, надзорные органы сообщили, что добыча угля велась вопреки запретам, так как шахта имени Карла Маркса была одной из 23 угольных шахт в стране, которые были закрыты за нарушение техники безопасности. По их заявлением, рабочие должны были только проверять и устранять обнаруженные нарушения, но аудиозаписи доказывают, что в день аварии шахтёры продолжали добывать уголь, нарушая запрет.

## Критика
Президент Украины Виктор Ющенко заявил, что взрыв и обрушение шахты стали результатом неспособности правительства Украины применять адекватные меры и устаревшего оборудования на шахтах в стране.

## Восстановление шахты
Для восстановление шахты правительство выделило 27 миллионов гривен. Ещё 51,5 миллиона гривен было выделено государственным предприятием «Орджоникидзеуголь», в состав которого входит восстановленная шахта имени Карла Маркса.
5 сентября 2009 года шахта была вновь запущена.